# تيني ستانج
تيني ستانغ (بالنرويجية: Tine Stange‏) مواليد 14 مايو 1986 في تونسبيرغ، هي لاعبة كرة يد نرويجية. مثلت منتخب النرويج لكرة اليد للسيدات. حققت المركز الأول في بطولة أوروبا لكرة اليد للسيدات 2010.

## الميداليات
| الميدالية | المسابقة                            |
| --------- | ----------------------------------- |
| ذهبية     | بطولة أوروبا لكرة اليد للسيدات 2010 |
| برونزية   | بطولة العالم لكرة اليد للسيدات 2009 |

## روابط خارجية
- تيني ستانج على موقع الاتحاد الأوروبي لكرة اليد (الإنجليزية)
- تيني ستانج على موقع الاتحاد النرويجي لكرة اليد (النرويجية)